# Crivelli (famiglia)

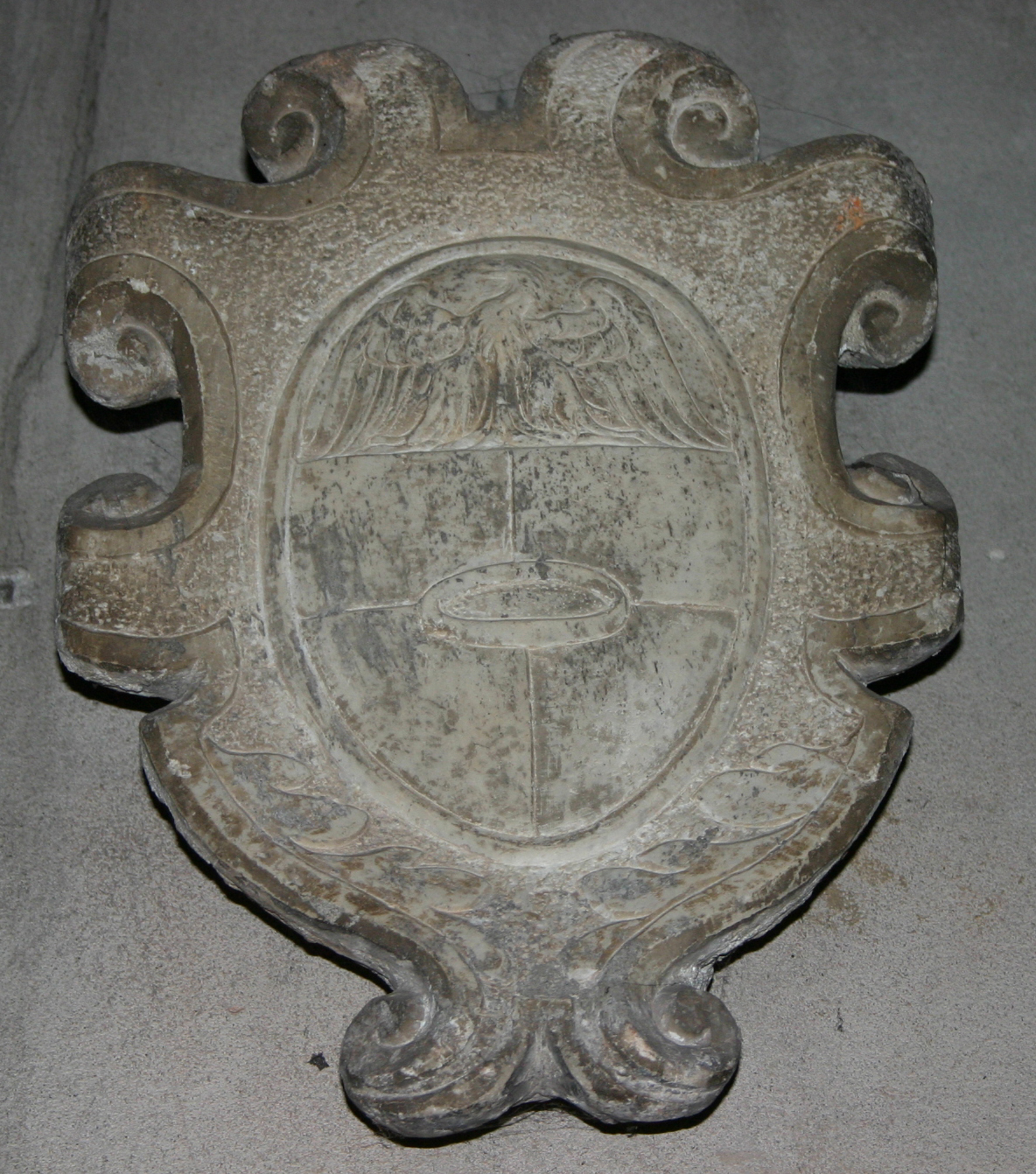
Stemma del vescovo domenicano e inquisitore Melchiorre Crivelli sulla controfacciata della chiesa di sant'Eustorgio a Milano.

La Casata dei Crivelli è una storica famiglia della nobiltà milanese, attestata a partire dall'XI secolo e iscritta tra le famiglie capitaneali del patriziato milanese. Originaria del territorio della Burgaria, nell'area compresa tra Parabiago, Uboldo e Legnano, il casato consolidò la propria posizione nei secoli centrali del Medioevo, assumendo un ruolo di rilievo nella vita politica, ecclesiastica e feudale del Ducato di Milano.
La famiglia possedette feudi e beni in Brianza, Lomellina, Comasco e Lodigiano, con residenza in località come Milano, Monza, Varedo, Dorno, Lomello e Cremona. Esponenti della casata ricoprirono incarichi nella Curia romana, nel governo dello Stato di Milano, nell'amministrazione asburgica e in ambito diplomatico tra XVIII e XIX secolo. La linea principale risulta estinta nel XX secolo, mentre alcuni rami secondari sopravvissero in Italia e Svizzera.

## Storia

### Origini
Secondo una leggenda di origine tardo-antica, la famiglia Crivelli trarrebbe il proprio nome da una vestale romana che, per dimostrare la propria innocenza, avrebbe trasportato dell'acqua del Tevere in un crivello senza disperderla, dando così origine alla gens Cribellum. 
Sulla base di ricostruzioni storiche elaborate da studiosi come Ezio Riboldi e Gian Piero Bognetti, la casata avrebbe avuto origine tra il IV secolo e il V secolo come ramo cadetto dei Sambonifacio di Verona, trapiantato in Lombardia e stabilitosi nella regione della Burgaria, comprendente località come Parabiago, Uboldo, Legnano e la Brianza occidentale. Inserita nel sistema feudale altomedievale, la famiglia si sarebbe distinta per l'osservanza della Legge salica e per l'esercizio di funzioni valvassorali.
La prima menzione documentaria del nome risale all'anno 1075, quando compare in un atto notarile milanese un Arialdo "qui nominatur Crivellus".

### XI e XII secolo
Tra l'XI e il XII secolo, i Crivelli risultavano attivi come latifondisti e valvassori nel contado milanese. L'ascesa verso ruoli di primo piano nella società urbana fu rapida, culminando con la nomina di Uberto Crivelli ad arcivescovo di Milano nel 1185. Nello stesso anno venne eletto papa con il nome di Papa Urbano III, e si distinse per l'opposizione all'imperatore Federico Barbarossa, difendendo l'autonomia della Chiesa ambrosiana.
A distanza di pochi decenni, un secondo pontefice legato alla famiglia salì al soglio pontificio: Papa Celestino IV, al secolo Goffredo Castiglioni, figlio di Cassandra Crivelli, fu eletto nel 1241, seppur il suo pontificato durò appena diciassette giorni.

### XIII secolo
Nel corso del Duecento i Crivelli si affermarono stabilmente nell'aristocrazia comunale milanese. Le cronache riportano che, nel 1251, durante una visita a Milano, Papa Innocenzo IV chiese ai nobili locali quali fossero le famiglie più illustri della regione. Secondo quanto riferisce Lodovico Antonio Muratori, gli fu risposto che i Soresina erano i più nobili, ma i Crivelli i più potenti e ricchi.

### XIV secolo
Nel XIV secolo la famiglia si articolò in diversi rami territoriali. Un ramo importante si consolidò a Parabiago, mentre altri membri ottennero incarichi a Monza, entrando nel capitolo della basilica di San Giovanni Battista e nella magistratura cittadina. In questo periodo si distinse Alessandro Crivelli, tra i fondatori dell'Ordine di Sant'Ambrogio ad Nemus, congregazione religiosa nobiliare approvata da Papa Gregorio XI.

### XV secolo
Durante il XV secolo, la famiglia rafforzò i legami con altre casate lombarde, tra cui i Borromeo, i Trivulzio e i Pusterla, consolidando il proprio ruolo nel Ducato di Milano. Antonio Crivelli fu consigliere del duca Gian Galeazzo Visconti, mentre Gian Pietro Crivelli, canonico della Cattedrale di Milano, si distinse per attività caritative nei pressi di Vimercate.
Nel frattempo, i Crivelli ampliarono le loro proprietà nella Brianza, in particolare nei territori di Desio, Lissone, Meda, Varedo e Seregno, accrescendo la propria influenza fondiaria e giurisdizionale.

### XVI secolo
Nel corso del XVI secolo si distinse Melchiorre Crivelli, nato a Milano nel 1486, domenicano e teologo, nominato vescovo suffraganeo dell'Arcidiocesi di Milano e Inquisitore generale nel 1518. Durante l'amministrazione apostolica di Ippolito II d'Este, visitò le parrocchie della diocesi, istituì controlli dottrinali e promosse la catechizzazione del clero. Nel 1538 pubblicò il primo Indice dei libri proibiti in Italia. Venne successivamente confermato da San Carlo Borromeo e fu sepolto nel 1561 nella Basilica di Sant'Eustorgio.

### XVII e XVIII secolo
Durante l'età moderna, la famiglia ricevette conferme imperiali dei titoli nobiliari. Nel 1642 l'imperatore Ferdinando III concesse il titolo comitale a Francesco Crivelli, senatore del Ducato di Milano. Altri membri, come Alessandro Maria Crivelli, presero parte alla pubblica amministrazione, guidando la Regia Camera di Milano. 
Nel Settecento, Gaetano Crivelli fu commissario provinciale per la Lombardia austriaca, mentre a Monza la marchesa Maria Teresa Crivelli sostenne opere filantropiche ed educative in ambito femminile. La famiglia possedeva ville di villeggiatura a Nova Milanese, Varedo e Bovisio Masciago, documentate nei catasti teresiani.

### XIX secolo
Nel XIX secolo, in epoca risorgimentale, la famiglia sostenne in parte le idee liberali. Federico Crivelli fu consigliere comunale di Milano e aderente alle istanze unitarie, mentre Luigi Crivelli fu eletto deputato al Parlamento Subalpino nel 1859 per il collegio di Gorgonzola. A Monza, Costanza Crivelli promosse iniziative assistenziali presso la Casa delle Fanciulle.
Durante tutto il secolo, i Crivelli rimasero presenti nei collegi nobiliari di Milano e Pavia, conservando estesi possedimenti fondiari nella Brianza e nell'Alto Milanese.

### Epoca recente
Nel corso del XX secolo, la famiglia mantenne un ruolo attivo nella vita culturale lombarda. Il conte Carlo Crivelli fu presidente del Circolo Filologico Milanese tra il 1923 e il 1934, mentre Giuseppe Crivelli insegnò Diritto canonico presso l'Università Cattolica del Sacro Cuore e fu consultore presso il Tribunale ecclesiastico regionale lombardo.
Nel secondo dopoguerra, parte dell'archivio genealogico e documentario della famiglia fu donato alla Biblioteca Ambrosiana e all'Archivio storico diocesano di Milano. Ancora nel XXI secolo, la famiglia conserva tracce significative nel tessuto sociale e culturale lombardo, con rami viventi a Milano, Monza, Lissone, Vimercate e Sovico. Tra archivi privati, cappelle gentilizie e residenze storiche, la memoria della casata continua a essere presente nel panorama dell'aristocrazia lombarda.

## Personalità storiche importanti

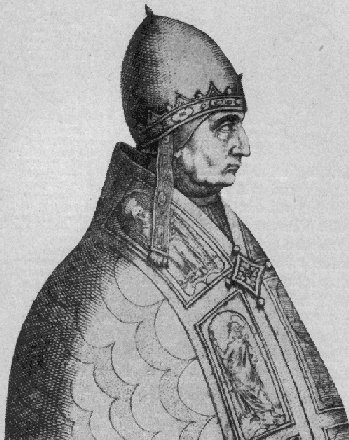
Papa Urbano III, al secolo Uberto Crivelli

La casata ebbe alcuni individui ricordati storicamente:
- Papa Urbano III al secolo Uberto Crivelli (1120 circa-1187);[13]
- Carlo Crivelli, pittore (1430?-1495);
- Francesco Crivelli, pittore (circa 1520-dopo il 1580)
- tre Cardinali, Alessandro, Conte di Lomello (1514-1574), Ignazio Michele (1698-1768) e Carlo (1736-1818), entrambi Conti d'Ossolaro;
- Filippo Crivelli, regista (1928-2022)
- il compositore contemporaneo Carlo Crivelli (1953)
- la giornalista di moda Giulia Crivelli (1969)

## Rami più importanti
Da ricordare i due rami più antichi della famiglia, diretti discendenti dei Sambonifacio di Verona: i Da Ugobaldo e i De Parabiaco. Esistono inoltre i seguenti rami: Crivelli d'Agliate (marchesi feudatari della Pieve d'Agliate dal 1647), Crivelli di Castellanza (feudatari della Castellanza dal 1673), Crivelli di Cremona (conti feudatari di Ossolano dal 1717), Crivelli di Turate, Crivelli di Burgaria, Crivelli di Nerviano (conti), Crivelli di Uboldo-Albese. Altri rami si spostarono nelle Marche ed a Napoli.

### CrivelliDa Ugobaldo(Crivelli di Uboldo)
Ebbero sede a Uboldo (antica Ugobaldo), in provincia di Varese, nei pressi di Saronno, e secondo gli archivi della Biblioteca Ambrosiana di Milano, risultano iscritti fin dal 377 d.C., nelle Tavole della Chiesa Metropolitana Milanese, tra le casate elettrici dei Cardinali.

### Crivelli Visconti
Dai Crivelli di Uboldo, nel Cinquecento, si distaccò per matrimonio il ramo dei Crivelli Visconti. Questi si originarono dal matrimonio nel 1581 tra Giambattista Crivelli di Uboldo e Angela Visconti, la quale portò alla casata del marito le proprie armi e il proprio cognome. Suo discendente fu Carlo Antonio (1698-1766), il cui figlio Antonio (n. 1742), venne compreso tra i XII di provvisione e sposò la contessa Maria Eleyzaldi e fu padre di Teodoro (n. 1795), il quale fu ciambellano imperiale ed abate commendatario del monastero di Santa Maria della Pace di Magenta. Ignazio (1756-1831), fratello di Antonio, fu nonno di un Antonio (1835-1895), il quale fu maggiore generale d'esercito.

### CrivelliDe Parabiaco(Crivelli di Parabiago)
Conti con sede nella cittadina milanese di Parabiago (nella storica abitazione di via Brisa), furono già dal V secolo la principale famiglia nobile del luogo, e tale rimase per i tredici secoli successivi.
Sotto di loro il Comitatus Parabiagi (Contado di Parabiago), talvolta ricordato o probabilmente confuso come Contado di Burgaria, rimase autonomo, sia da altri territori, sia dall'Imperatore, nei principi del Secondo Millennio dell'era Cristiana.
Divennero potenti durante l'epoca medioevale, proprio come reggenti della Burgaria, una delle cinque Contee della Marca di Milano, chiamata così da un gruppo di Bulgari scesi in zona assieme ai Longobardi di Alboino, ai Gepidi e ai Sarmati.
Con l'avvento del Rinascimento, sia la famiglia, sia la Burgaria decaddero lentamente e anche la stessa Parabiago subì le loro sorti, fino ai secoli XVI e XVII, quando la stirpe cominciò ad essere oscurata da altre famiglie comitali parabiaghesi: Maggi, Corvini, Castelli, Giulini e Moriggia.
Di questo ramo dei Crivelli si ricordano alcuni personaggi:
- Pietro, Prevosto di Parabiago durante il XIII secolo;
- Ambrogio, Prevosto di Parabiago durante il XIV secolo;
- Protasio, che tredicenne durante la battaglia di Parabiago si rifugiò a Ravello, Dottore in Legge Civile e Canonica, nel 1405, all'età di 110 anni, raccontò ad un cronista milanese le sue rimembranze riguardo a tale scontro bellico;
- Riccardo, milite e probabilmente capitano di ventura nel XVI secolo, annegò nel Ticino durante una battaglia, il suo cadavere venne portato a Nerviano nella Chiesa Prepositurale;
- Gian Angelo, Parroco di Parabiago dal 1584 al 1625;
- Gioachino, Parroco di Villastanza dal 1796 al 1830;
- Gaspare (morto nel 1884), Cavaliere della Corona d'Italia e Sindaco di Parabiago per ben 36 anni.

### Crivelli di Agliate
I Crivelli di Agliate furono una diramazione dei Crivelli di Nerviano. Il primo rappresentante di questa casata degno di nota fu un tale Ugolino, castellano di Pizzighettone, che fondò il monastero degli olivetani a Nerviano ed Alessandro che fu Cardinale che a Roma fondò il Collegio Crivelli nel 1574. Enea (1515), fu segretario ducale e nonno di Flaminio che fu questore. Un suo nipote omonimo ottenne da re Filippo IV di Spagna nel 1651 il titolo di marchese sul feudo di Agliate. Flaminio era all'epoca una delle personalità più ricche ed influenti della Brianza e teneva residenza presso il suo castello ad Inverigo. Non avendo avuto figli maschi, il feudo ed i titoli passarono a suo nipote Enea, figlio di suo fratello Tiberio, il quale fu ambasciatore del ducato di Milano in Svizzera.
Suo discendente fu Tiberio (1737-1804), marito della contessa Fulvia Biglia († 1828), erede dei beni di suo padre e delle fortune della sua casata che confluirono nei beni dei Crivelli. Suo figlio Enea (1765-1821), sposato alla contessa Eleonora Bentivoglio, nacque tra gli altri, Vitaliano (1806-1873), il quale fu noto patriota della sua epoca e padre di Ariberto (1844-1878), che sarà poi assessore del comune di Milano dopo l'unità d'Italia. Sposato con la contessa Beatrice Giulini, ne ebbe Vitaliano (1876-?).

### Crivelli delle Marche (Crivelli di Sanseverino)
Un ramo della famiglia Crivelli di Milano emigrò all'inizio del XVIII secolo dapprima a Foligno nelle Marche e successivamente si spostò a San Severino Marche col tenente Giambattista e suo padre Giuseppe si impegnarono nell'industria della lavorazione del rame ed ottennero commissione di battere moneta per conto dello Stato Pontificio. Giambattista studiò a Bologna e si laureò in legge, sposando nel 1790 la contessa Candida Bezzi di Tolentino e fu aggregato al patriziato della città di San Severino.
Il fratello di Giambattista, Bernardino (1711-1776), fu storico amatoriale.
Il discendente di Giambattista, Pacifico (morto nel 1915), fu erede della contessa Aurelia Gentili († 2 maggio 1904) ma morì senza eredi, passando i suoi beni e titoli al fratelli Nicola.

### Crivelli di Napoli
Questo ramo dei Crivelli passò nel Regno di Napoli nel XVIII secolo.
La famiglia ottenne il feudo di Rocca Imperiale, in Calabria, oltre al titolo di duca e feudo di Bollita nella persona di Alfonso (1718), il quale fu presidente della Regia Camera della Sommaria. Suo figlio fu Francesco († 6 marzo 1780), il quale fu padre di Alfonso († 25 agosto 1851), padre a sua volta di Nicola (11 giugno 1787 - 20 gennaio 1856), il quale sposò la nobile Giovanna Marincola dei duchi di Patrizi; questi fu padre di Edoardo che sposò Clelia Moreno y Palancas dalla quale ebbe un'unica figlia, Clotilde, che andò in sposa al nobile Francesco d'Accurso. Con quest'ultima si estinse il ramo principale della casata. Un ramo secondario, è oggi rappresentato dal Conte Nicola Schulz Bizzozzero-Crivelli, Nobile dei Duchi di Rocca Imperiale e Signore di Milano, nato a Lugano, Svizzera il 15 Ottobre 1995, in quanto discendente dai trisnonni, il  Conte Roberto Stefano Paolo Bizzozzero, Signore di Milano e da Donna Maria Sofia Crivelli, Nobile dei duchi di Rocca Imperiale. 

## Marchesi di Agliate (1651-1973)
Il titolo di Marchese di Agliate fu conferito a Flaminio Crivelli dal re Filippo IV di Spagna il 20 febbraio 1651, con facoltà di trasmissione per primogenitura maschile. La dignità era connessa al feudo della Pieve di Agliate, oggi frazione del comune di Carate Brianza, e fu mantenuta nei secoli dalla famiglia Crivelli, che risiedette prevalentemente tra Milano, Varedo e Monza. Il titolo fu detenuto ininterrottamente da undici generazioni documentate, fino alla morte dell'ultimo marchese nel 1973.
- Flaminio Crivelli (†1660), I marchese di Agliate, investito nel 1651 da Filippo IV;
- Giovanni Battista Crivelli (†1674), II marchese di Agliate, figlio del precedente;
- Carlo Francesco Crivelli (†1697), III marchese di Agliate, figlio del precedente, morto senza eredi;
- Tiberio Crivelli (1675–1726), IV marchese di Agliate, nipote del I marchese, sposò Barbara Simonetta;
- Enea Crivelli (1709–1752), V marchese di Agliate, figlio del precedente, sposò Teresa Trotti;
- Tiberio Crivelli (1737–1804), VI marchese di Agliate, figlio del precedente, sposò Fulvia Biglia, marchesa del S.R.I.;
- Enea Crivelli (1765–1821), VII marchese di Agliate, figlio del precedente, sposò Eleonora Bentivoglio;
- Tiberio Crivelli (1806–1882), VIII marchese di Agliate, figlio del precedente, morì senza discendenza maschile;
- Alberto Crivelli (1841–1914), IX marchese di Agliate, nipote del precedente, figlio di Vitaliano Crivelli, sposò Beatrice Giulini della Porta;
- Vitaliano Crivelli (1876–1926), X marchese di Agliate, figlio del precedente, sposò Giustina Sormani Andreani Verri;
- Uberto Crivelli (1905–1973), XI e ultimo marchese di Agliate, figlio del precedente, sposò Beatrice Binelli Bussi.

## Conti di Dorno e di Lomello (1450-1837)
I titoli di Conte di Dorno e di Conte di Lomello furono conferiti congiuntamente ad Antonio Crivelli da Francesco Sforza, duca di Milano, nel 1450, con giurisdizione civile e criminale su entrambi i feudi, castelli annessi e piena immunità. La dignità fu trasmessa per primogenitura maschile all’interno del ramo principale della famiglia Crivelli, con residenza nei castelli di Dorno e Lomello, fino all’estinzione della linea nel 1837.
- Antonio Crivelli (n. prima del 1420–post 1465), I conte di Dorno e di Lomello, investito nel 1450 da Francesco Sforza;
- Giovanni Crivelli (att. 1480–1510), II conte, figlio del precedente, confermato dalla Camera Ducale di Milano;
- Alessandro Crivelli (1514–1574), III conte, figlio del precedente, cardinale e legato pontificio in Spagna, restaurò il castello di Lomello;
- Antonio II Crivelli (att. 1580–1610), IV conte, figlio del precedente, confermato dalla monarchia spagnola;
- Antonio Maria Crivelli (att. 1620–1655), V conte, figlio del precedente, ampliò le tenute agricole e redasse il maggiorasco familiare;
- Girolamo Crivelli (n. XVII sec.–post 1690), VI conte, figlio del precedente, coinvolto in dispute giurisdizionali con il comune di Garlasco;
- Enea Crivelli (att. 1710–1740), VII conte, figlio del precedente, confermato con diploma da Carlo VI d’Asburgo;
- Tiberio Crivelli (att. 1740–1780), VIII conte, figlio del precedente, riformò la gestione feudale in età asburgica;
- Alessandro Crivelli (att. 1780–1805), IX conte, figlio del precedente, ultimo amministratore effettivo prima dell’abolizione del feudalesimo;
- Giuseppe Crivelli (n. fine XVIII sec.–†1837), X e ultimo conte di Dorno e di Lomello, figlio del precedente, morto senza eredi maschi.

## Conti di Luino, di Ossolaro e delle Quattro Valli (1750-1918)
I titoli di Conte di Luino, Conte di Ossolaro e Conte delle Quattro Valli furono detenuti da un ramo distinto della famiglia Crivelli, attivo tra Milano, Cremona, la Bassa lodigiana e l'area del Lago Maggiore. La dignità fu trasmessa per primogenitura maschile dalla seconda metà del XVIII secolo fino all'inizio del XX secolo. L'ultimo titolare, Giuseppe Crivelli Serbelloni, ereditò anche il titolo di Duca di San Gabrio per successione materna, unendo le linee nobiliari dei Crivelli e dei Serbelloni.
- Giuseppe Angelo Crivelli (n. prima metà del XVIII secolo–†ante1770), I conte di Ossolaro, capostipite del ramo documentato;
- Girolamo Crivelli (n. ca.1740–†post1790), II conte di Ossolaro, figlio del precedente, sposò Cristofora Marliani;
- Antonio Crivelli (n. ca.1770–†post1820), III conte di Ossolaro e I conte di Luino, figlio del precedente, sposò Franziska Marliani von Pückler;
- Ferdinando Crivelli (n. ca.1795–†ante1860), IV conte di Ossolaro e II conte di Luino, figlio del precedente, sposò Maria Karolina von Nostitz-Rokitnitz;
- Alberto Crivelli (1816–1868), V conte di Ossolaro e III conte di Luino, diplomatico, figlio del precedente, sposò Giulia Serbelloni;
- Giuseppe Crivelli Serbelloni (1862–1918), VI conte di Ossolaro e IV conte di Luino, figlio del precedente, sposò Antonietta Trotti Bentivoglio; fu anche IX duca di San Gabrio per successione materna da Maria Anna Serbelloni, VIII duchessa; morì senza figli e con lui si estinsero i titoli.

## Albero genealogico
|                              |                              |                                                                        |                                                                        |                                        |                                        |                                                                             |                                                                             |                                                                                   |                                                                                   |                                                           |                                                                               |                                                                               |                                                                           |                                                                           |                                                                               |                                                                               |                                                                       |                                                                                             |                                                                                             |
|                              |                              |                                                                        |                                                                        |                                        |                                        |                                                                             |                                                                             |                                                                                   |                                                                                   |                                                           |                                                                               |                                                                               | Giovanni *? †? ?                                                          |                                                                           |                                                                               |                                                                               |                                                                       |                                                                                             |                                                                                             |
|                              |                              |                                                                        |                                                                        |                                        |                                        |                                                                             |                                                                             |                                                                                   |                                                                                   |                                                           |                                                                               |                                                                               |                                                                           |                                                                           |                                                                               |                                                                               |                                                                       |                                                                                             |                                                                                             |
|                              |                              |                                                                        |                                                                        |                                        |                                        |                                                                             |                                                                             |                                                                                   |                                                                                   |                                                           |                                                                               |                                                                               |                                                                           |                                                                           |                                                                               |                                                                               |                                                                       |                                                                                             |                                                                                             |
|                              |                              |                                                                        |                                                                        |                                        |                                        |                                                                             |                                                                             |                                                                                   |                                                                                   |                                                           |                                                                               |                                                                               | Francesco *? †? ?                                                         |                                                                           |                                                                               |                                                                               |                                                                       |                                                                                             |                                                                                             |
|                              |                              |                                                                        |                                                                        |                                        |                                        |                                                                             |                                                                             |                                                                                   |                                                                                   |                                                           |                                                                               |                                                                               |                                                                           |                                                                           |                                                                               |                                                                               |                                                                       |                                                                                             |                                                                                             |
|                              |                              |                                                                        |                                                                        |                                        |                                        |                                                                             |                                                                             |                                                                                   |                                                                                   |                                                           |                                                                               |                                                                               |                                                                           |                                                                           |                                                                               |                                                                               |                                                                       |                                                                                             |                                                                                             |
|                              |                              |                                                                        |                                                                        |                                        |                                        |                                                                             |                                                                             |                                                                                   |                                                                                   |                                                           |                                                                               | Lodrisio *? †? ?                                                              | Lodrisio *? †? ?                                                          | Antonio *? †? ?                                                           | Antonio *? †? ?                                                               |                                                                               |                                                                       |                                                                                             |                                                                                             |
|                              |                              |                                                                        |                                                                        |                                        |                                        |                                                                             |                                                                             |                                                                                   |                                                                                   |                                                           |                                                                               |                                                                               |                                                                           |                                                                           |                                                                               |                                                                               |                                                                       |                                                                                             |                                                                                             |
|                              |                              |                                                                        |                                                                        |                                        |                                        |                                                                             |                                                                             |                                                                                   |                                                                                   |                                                           |                                                                               |                                                                               |                                                                           |                                                                           |                                                                               |                                                                               |                                                                       |                                                                                             |                                                                                             |
|                              |                              |                                                                        |                                                                        |                                        |                                        |                                                                             |                                                                             |                                                                                   | Ambrogio *1487 †1517 ?                                                            | Ambrogio *1487 †1517 ?                                    | Francesco †1518 senza eredi                                                   | Francesco †1518 senza eredi                                                   | Enea †1525 1.Lucrezia dal Pozzo 2.Ippolita Prato                          | Enea †1525 1.Lucrezia dal Pozzo 2.Ippolita Prato                          | Celso †1491 senza eredi                                                       | Celso †1491 senza eredi                                                       |                                                                       |                                                                                             |                                                                                             |
|                              |                              |                                                                        |                                                                        |                                        |                                        |                                                                             |                                                                             |                                                                                   |                                                                                   |                                                           |                                                                               |                                                                               |                                                                           |                                                                           |                                                                               |                                                                               |                                                                       |                                                                                             |                                                                                             |
|                              |                              |                                                                        |                                                                        |                                        |                                        |                                                                             |                                                                             |                                                                                   |                                                                                   |                                                           |                                                                               |                                                                               |                                                                           |                                                                           |                                                                               |                                                                               |                                                                       |                                                                                             |                                                                                             |
|                              |                              |                                                                        |                                                                        |                                        |                                        |                                                                             |                                                                             | 2.Giovanni Andrea †1539 senza eredi                                               | 2.Giovanni Andrea †1539 senza eredi                                               | 2.Giovanni Battista †1571 Aurelia Giussani                | 2.Giovanni Battista †1571 Aurelia Giussani                                    | 2.Lodrisio †1528 Angela Cova                                                  | 2.Lodrisio †1528 Angela Cova                                              | 2.Caterina *? †? Giovanni Gaspare Surigoni                                | 2.Caterina *? †? Giovanni Gaspare Surigoni                                    | 2.Giovanni Pietro *? †? senza eredi                                           | 2.Giovanni Pietro *? †? senza eredi                                   | 2.Giovanni Paolo †1536 Clelia Vimercati                                                     | 2.Giovanni Paolo †1536 Clelia Vimercati                                                     |
|                              |                              |                                                                        |                                                                        |                                        |                                        |                                                                             |                                                                             |                                                                                   |                                                                                   |                                                           |                                                                               |                                                                               |                                                                           |                                                                           |                                                                               |                                                                               |                                                                       |                                                                                             |                                                                                             |
|                              |                              |                                                                        |                                                                        |                                        |                                        |                                                                             |                                                                             |                                                                                   |                                                                                   |                                                           |                                                                               |                                                                               |                                                                           |                                                                           |                                                                               |                                                                               |                                                                       |                                                                                             |                                                                                             |
|                              |                              |                                                                        |                                                                        |                                        |                                        | Ortensia *? †?                                                              | Ortensia *? †?                                                              | Marianna *? †?                                                                    | Marianna *? †?                                                                    | Flaminio †1608 Anna Gallina                               | Flaminio †1608 Anna Gallina                                                   | Ippolita Marina *? †? Fabrizio Candiani                                       | Ippolita Marina *? †? Fabrizio Candiani                                   | Claudia *? †? Giovanni Gaspare Surigoni                                   | Claudia *? †? Giovanni Gaspare Surigoni                                       |                                                                               |                                                                       |                                                                                             |                                                                                             |
|                              |                              |                                                                        |                                                                        |                                        |                                        |                                                                             |                                                                             |                                                                                   |                                                                                   |                                                           |                                                                               |                                                                               |                                                                           |                                                                           |                                                                               |                                                                               |                                                                       |                                                                                             |                                                                                             |
|                              |                              |                                                                        |                                                                        |                                        |                                        |                                                                             |                                                                             |                                                                                   |                                                                                   |                                                           |                                                                               |                                                                               |                                                                           |                                                                           |                                                                               |                                                                               |                                                                       |                                                                                             |                                                                                             |
|                              |                              |                                                                        |                                                                        |                                        |                                        |                                                                             |                                                                             | CRIVELLI DI AGLIATE Tiberio, I signore di Agliate *1592 †1647 Antonia Castiglioni | CRIVELLI DI AGLIATE Tiberio, I signore di Agliate *1592 †1647 Antonia Castiglioni | Giovanni Battista †1674 senza eredi                       | Giovanni Battista †1674 senza eredi                                           | Antonia *? †? Cesare Bascapé                                                  | Antonia *? †? Cesare Bascapé                                              |                                                                           |                                                                               |                                                                               |                                                                       |                                                                                             |                                                                                             |
|                              |                              |                                                                        |                                                                        |                                        |                                        |                                                                             |                                                                             |                                                                                   |                                                                                   |                                                           |                                                                               |                                                                               |                                                                           |                                                                           |                                                                               |                                                                               |                                                                       |                                                                                             |                                                                                             |
|                              |                              |                                                                        |                                                                        |                                        |                                        |                                                                             |                                                                             |                                                                                   |                                                                                   |                                                           |                                                                               |                                                                               |                                                                           |                                                                           |                                                                               |                                                                               |                                                                       |                                                                                             |                                                                                             |
| Flaminio Tiberio *1626 †1627 | Flaminio Tiberio *1626 †1627 | Flaminia Girolama *1628 †? monaca al monastero di Sant'Erasmo a Milano | Flaminia Girolama *1628 †? monaca al monastero di Sant'Erasmo a Milano | Flaminio Tiberio Francesco *1629 †1634 | Flaminio Tiberio Francesco *1629 †1634 | Girolama Caterina *1631 †1693 monaca al monastero di Santa Barbara a Milano | Girolama Caterina *1631 †1693 monaca al monastero di Santa Barbara a Milano | Carlo Flaminio, I marchese di Agliate *1632 †1694 senza eredi                     | Carlo Flaminio, I marchese di Agliate *1632 †1694 senza eredi                     | Francesco *1634 †1653 senza eredi                         | Francesco *1634 †1653 senza eredi                                             | Anna Teresa *1635 †? monaca al monastero di Santa Teresa di Parma             | Anna Teresa *1635 †? monaca al monastero di Santa Teresa di Parma         | Felice Aurelia */†1637                                                    | Felice Aurelia */†1637                                                        | Enea, II marchese di Agliate *1639 †1697 Gabriella Trivulzio                  | Enea, II marchese di Agliate *1639 †1697 Gabriella Trivulzio          |                                                                                             |                                                                                             |
|                              |                              |                                                                        |                                                                        |                                        |                                        |                                                                             |                                                                             |                                                                                   |                                                                                   |                                                           |                                                                               |                                                                               |                                                                           |                                                                           |                                                                               |                                                                               |                                                                       |                                                                                             |                                                                                             |
|                              |                              |                                                                        |                                                                        |                                        |                                        |                                                                             |                                                                             |                                                                                   |                                                                                   |                                                           |                                                                               |                                                                               |                                                                           |                                                                           |                                                                               |                                                                               |                                                                       |                                                                                             |                                                                                             |
|                              |                              |                                                                        |                                                                        |                                        |                                        |                                                                             |                                                                             |                                                                                   |                                                                                   |                                                           |                                                                               |                                                                               |                                                                           | Tiberio, III marchese di Agliate *1675 †1726 Barbara Simonetta            | Tiberio, III marchese di Agliate *1675 †1726 Barbara Simonetta                | Maria Eleonora Antonia *1679 †1742 Pompeo Castiglioni, conte palatino         | Maria Eleonora Antonia *1679 †1742 Pompeo Castiglioni, conte palatino | Anna Maria Brigida *1685 †1749 Pirro Daniele Francesco de' Capitani, II conte di Concorezzo | Anna Maria Brigida *1685 †1749 Pirro Daniele Francesco de' Capitani, II conte di Concorezzo |
|                              |                              |                                                                        |                                                                        |                                        |                                        |                                                                             |                                                                             |                                                                                   |                                                                                   |                                                           |                                                                               |                                                                               |                                                                           |                                                                           |                                                                               |                                                                               |                                                                       |                                                                                             |                                                                                             |
|                              |                              |                                                                        |                                                                        |                                        |                                        |                                                                             |                                                                             |                                                                                   |                                                                                   |                                                           |                                                                               |                                                                               |                                                                           |                                                                           |                                                                               |                                                                               |                                                                       |                                                                                             |                                                                                             |
|                              |                              |                                                                        |                                                                        |                                        |                                        |                                                                             |                                                                             |                                                                                   |                                                                                   |                                                           |                                                                               |                                                                               | Enea, IV marchese di Agliate *1709 †1752 Teresa Trotti                    | Enea, IV marchese di Agliate *1709 †1752 Teresa Trotti                    | Francesca Maria *1712 †1764 Carlo Della Croce, I marchese di Cassino Scanasio | Francesca Maria *1712 †1764 Carlo Della Croce, I marchese di Cassino Scanasio |                                                                       |                                                                                             |                                                                                             |
|                              |                              |                                                                        |                                                                        |                                        |                                        |                                                                             |                                                                             |                                                                                   |                                                                                   |                                                           |                                                                               |                                                                               |                                                                           |                                                                           |                                                                               |                                                                               |                                                                       |                                                                                             |                                                                                             |
|                              |                              |                                                                        |                                                                        |                                        |                                        |                                                                             |                                                                             |                                                                                   |                                                                                   |                                                           |                                                                               |                                                                               |                                                                           |                                                                           |                                                                               |                                                                               |                                                                       |                                                                                             |                                                                                             |
|                              |                              |                                                                        |                                                                        |                                        |                                        |                                                                             |                                                                             |                                                                                   |                                                                                   |                                                           |                                                                               |                                                                               | Tiberio, V marchese di Agliate *1737 †1804 Fulvia Biglia, marchesa        |                                                                           |                                                                               |                                                                               |                                                                       |                                                                                             |                                                                                             |
|                              |                              |                                                                        |                                                                        |                                        |                                        |                                                                             |                                                                             |                                                                                   |                                                                                   |                                                           |                                                                               |                                                                               |                                                                           |                                                                           |                                                                               |                                                                               |                                                                       |                                                                                             |                                                                                             |
|                              |                              |                                                                        |                                                                        |                                        |                                        |                                                                             |                                                                             |                                                                                   |                                                                                   |                                                           |                                                                               |                                                                               |                                                                           |                                                                           |                                                                               |                                                                               |                                                                       |                                                                                             |                                                                                             |
|                              |                              |                                                                        |                                                                        |                                        |                                        |                                                                             |                                                                             |                                                                                   |                                                                                   |                                                           | Enea, VI marchese di Agliate *1765 †1821 Eleonora Bentivoglio                 | Enea, VI marchese di Agliate *1765 †1821 Eleonora Bentivoglio                 | Anna *1768 †1807 Pietro Francesco Visconti Borromeo, III conte di Massino | Anna *1768 †1807 Pietro Francesco Visconti Borromeo, III conte di Massino | Paolo *1770 †1837 Marietta Perego                                             | Paolo *1770 †1837 Marietta Perego                                             |                                                                       |                                                                                             |                                                                                             |
|                              |                              |                                                                        |                                                                        |                                        |                                        |                                                                             |                                                                             |                                                                                   |                                                                                   |                                                           |                                                                               |                                                                               |                                                                           |                                                                           |                                                                               |                                                                               |                                                                       |                                                                                             |                                                                                             |
|                              |                              |                                                                        |                                                                        |                                        |                                        |                                                                             |                                                                             |                                                                                   |                                                                                   |                                                           |                                                                               |                                                                               |                                                                           |                                                                           |                                                                               |                                                                               |                                                                       |                                                                                             |                                                                                             |
|                              |                              |                                                                        |                                                                        |                                        |                                        |                                                                             |                                                                             | Tiberio, VII marchese di Agliate *1804 †1882 senza eredi                          | Tiberio, VII marchese di Agliate *1804 †1882 senza eredi                          | Vitaliano *1806 †1873 1.Marianna Castaldini 2.Lucia Caimi | Vitaliano *1806 †1873 1.Marianna Castaldini 2.Lucia Caimi                     | Paola *1809 †1889 Alessandro Giulio Salazar, IX conte di Romanengo            | Paola *1809 †1889 Alessandro Giulio Salazar, IX conte di Romanengo        | Giovanni *1814 †1877 Paola Scotti                                         | Giovanni *1814 †1877 Paola Scotti                                             |                                                                               |                                                                       |                                                                                             |                                                                                             |
|                              |                              |                                                                        |                                                                        |                                        |                                        |                                                                             |                                                                             |                                                                                   |                                                                                   |                                                           |                                                                               |                                                                               |                                                                           |                                                                           |                                                                               |                                                                               |                                                                       |                                                                                             |                                                                                             |
|                              |                              |                                                                        |                                                                        |                                        |                                        |                                                                             |                                                                             |                                                                                   |                                                                                   |                                                           |                                                                               |                                                                               |                                                                           |                                                                           |                                                                               |                                                                               |                                                                       |                                                                                             |                                                                                             |
|                              |                              |                                                                        |                                                                        |                                        |                                        |                                                                             |                                                                             | 1.Marianna Teresa *1829 †1922 Agostino Rocca                                      | 1.Marianna Teresa *1829 †1922 Agostino Rocca                                      | 2.Fulvia *1842 †1898 Edoardo Salazar                      | 2.Fulvia *1842 †1898 Edoardo Salazar                                          | 2.Alberto, VIII marchese di Agliate *1844 †1887 Beatrice Giulini              | 2.Alberto, VIII marchese di Agliate *1844 †1887 Beatrice Giulini          |                                                                           |                                                                               |                                                                               |                                                                       |                                                                                             |                                                                                             |
|                              |                              |                                                                        |                                                                        |                                        |                                        |                                                                             |                                                                             |                                                                                   |                                                                                   |                                                           |                                                                               |                                                                               |                                                                           |                                                                           |                                                                               |                                                                               |                                                                       |                                                                                             |                                                                                             |
|                              |                              |                                                                        |                                                                        |                                        |                                        |                                                                             |                                                                             |                                                                                   |                                                                                   |                                                           |                                                                               |                                                                               |                                                                           |                                                                           |                                                                               |                                                                               |                                                                       |                                                                                             |                                                                                             |
|                              |                              |                                                                        |                                                                        |                                        |                                        |                                                                             |                                                                             |                                                                                   |                                                                                   |                                                           | Vitaliano, IX marchese di Agliate *1878 †1926 Giustina Sormani Andreani Verri | Vitaliano, IX marchese di Agliate *1878 †1926 Giustina Sormani Andreani Verri | Giulia *1881 †1919 Luigi Fassati, III marchese di Balzola                 | Giulia *1881 †1919 Luigi Fassati, III marchese di Balzola                 |                                                                               |                                                                               |                                                                       |                                                                                             |                                                                                             |
|                              |                              |                                                                        |                                                                        |                                        |                                        |                                                                             |                                                                             |                                                                                   |                                                                                   |                                                           |                                                                               |                                                                               |                                                                           |                                                                           |                                                                               |                                                                               |                                                                       |                                                                                             |                                                                                             |
|                              |                              |                                                                        |                                                                        |                                        |                                        |                                                                             |                                                                             |                                                                                   |                                                                                   |                                                           |                                                                               |                                                                               |                                                                           |                                                                           |                                                                               |                                                                               |                                                                       |                                                                                             |                                                                                             |
|                              |                              |                                                                        |                                                                        |                                        |                                        |                                                                             |                                                                             |                                                                                   | Luisa *1902 †1973                                                                 | Luisa *1902 †1973                                         | Uberto, X marchese di Agliate *1905 †1973                                     | Uberto, X marchese di Agliate *1905 †1973                                     | Beatrice *1909 †1994 Francesco Binelli Bussi                              | Beatrice *1909 †1994 Francesco Binelli Bussi                              |                                                                               |                                                                               |                                                                       |                                                                                             |                                                                                             |